# Kinshasa Succursale
 (octobre 2011).
Si vous disposez d'ouvrages ou d'articles de référence ou si vous connaissez des sites web de qualité traitant du thème abordé ici, merci de compléter l'article en donnant les références utiles à sa vérifiabilité et en les liant à la section « Notes et références ».
Albums de Baloji
Hotel Impala
Kinshasa Succursale est le deuxième album de Baloji. Il devait sortir en 2010, mais ne sortira finalement qu'en 2011 après un changement de label.

## Liste des morceaux
- 1. Le Jour d'Après / Siku You Baabaye (Indépendance Cha-Cha) - 3:47
- 2. Tshena Ndekela / Entre Les Lignes (avec Monik Tenday) - 4:51
- 3. Karibu Ya Bintou (avec Konono n°1) - 6:30
- 4. Congo Eza Ya Biso (Le Secours Populaire) (avec La Chorale de La Grâce) - 5:03
- 5. De l'Autre Côté De La Mère - 4:49
- 6. A l'Heure d'Eté / Saison Sèche (avec Larousse Marciano) - 4:44
- 7. La Petite Espèce (Bumbafu Version) - 4:56
- 8. Nazongi Ndako (Part 1) (avec Zaïko Langa-Langa et Amp Fiddler) - 2:33
- 9. Nazongi Ndako (Part 2) (avec Royce Mbumba) - 2:59
- 10. Kyniwa-Kyniwa (avec Bebson De La Rue) - 2:29
- 11. Genese 89 - 2:01
- 12. Tout Ceci Ne Vous Rendra Pas Le Congo (Part 1) - 4:07
- 13. Kesho (Part 2) (avec Moise Ilunga) - 3:02